# Pitcairnia inaequalis
Pitcairnia inaequalis là một loài thực vật có hoa trong họ Bromeliaceae. Loài này được W.Weber miêu tả khoa học đầu tiên năm 1986.